# فيل سينيور
فيل سينيور (بالإنجليزية: Phil Senior)‏ (30 أكتوبر 1982 في المملكة المتحدة - ) هو لاعب كرة قدم بريطاني في مركز حراسة المرمى. لعب مع هدرسفيلد تاون وIlkeston F.C. ‏ ونورثويتش فيكتوريا وAlfreton Town F.C. ‏ وإيكستون تاون ‏ وإف سي هاليفاكس تاون وDroylsden F.C. ‏.

## وصلات خارجية
- فيل سينيور على موقع قاعدة بيانات كرة القدم.إي يو (الإنجليزية)
- فيل سينيور على موقع Soccerbase.com (لاعب) (الإنجليزية)